# Музей Ала Понцоне
Городской музей Ала Понцоне (итал. Museo civico Ala Ponzone) — историко-краеведческий и художественный музей в центре северо-итальянского города Кремона (Ломбардия); с 1928 года размещается во дворце «Affaitati», построенном в XVI веке; назван в честь маркиза Джузеппе Сигизмондо Ала Понцоне, ботаника и коллекционера, который передал музею свою коллекцию произведений искусства.